# Южная Банка

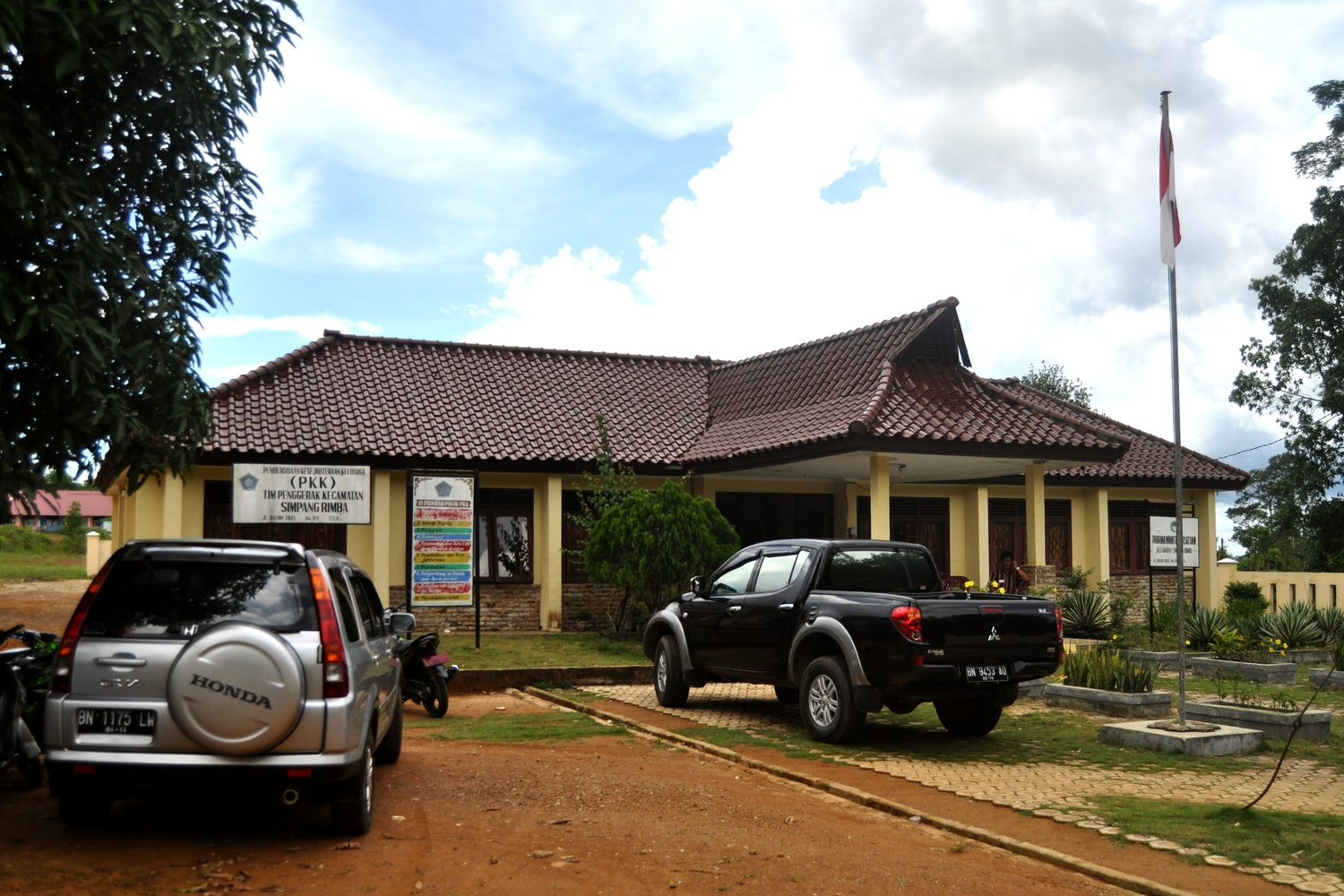
Резиденция главы района Симпанг-Римба

Южная Банка (индон. Bangka Selatan) — один из пяти округов острова Банка, в провинции Банка-Белитунг, Индонезия. Административный центр — Тобоали. Население — 172 528 чел. (2010).

## География и климат
Округ занимает южную часть острова Банка. На севере округ граничит с округом Центральная Банка, на юге омывается водами Яванского моря, на востоке — пролива Гаспар, на западе — пролива Банка.
Общая площадь, занимаемая округом — 3607,08 км².
Климат влажный, тропический. Количество осадков колеблется от 82,1 мм до 372,7 мм. Самый сухой месяц — июль. Температура в течение года в среднем изменяется в пределах от +25,9 до +27,5 °C, влажность — от 77 до 86,3%. 
Рельеф местности холмистый, неровный. Реки, берущие своё начало в глубине острова, стекают в океан. Они используются исключительно как транспортный коммуникации; рыболовством местное население занимается в море.

## Административное деление
Округ подразделяется на 8 районов:
- Пайюнг[индон.]
- Симпанг-Римба[индон.]
- Тобоали
- Айр-Гегас
- Лепар-Понгок
- Тукак-Садай
- Большой Остров[индон.]
- Кепулауан-Понгок[индон.]

## Население
В 2011 году численность населения округа составляла 172 528 человек; рождаемость возросла по сравнению с 2009 г. на 45,44% (на 2183 человек, смертность — на 13,1% или 469 чел.). Численность мужского населения — 89 510 чел. (52%), женского — 83 018 чел. (48%). Коэффициент соотношения полов в 2008 г. составлял 1,04, в 2009 — 1,07, в 2010 — 1,08. Превышение доли мужского населения над женским характерно в целом для Индонезии.
Плотность населения — 48 чел./км².
Численность населения по районам (до выделения Кепалауан-Понгока в самостоятельный район в 2012 году):
| Округ         | Население |
| ------------- | --------- |
| Пайюнг        | 18 614    |
| Симпанг-Римба | 21 196    |
| Тобоали       | 65 138    |
| Айр-Гегас     | 37 748    |
| Лепар-Понгок  | 11 196    |
| Тукак-Садаи   | 9945      |
| Пулау-Бесар   | 8181      |

## Экономика
Основу экономики Банки составляют сельское хозяйство, рыбная отрасль, туризм и горно-добывающая промышленность.
На сельское хозяйство в Южной Банке приходится почти 43% ВРП, из них 19% — это доля плантационного земледелия. Основной продукцией аграрного сектора являются белый перец, каучук, пальмовое и кокосовое масло. Производство резины из местного каучука в 2011 г. составило, по оценкам, 8817 т, пальмового и кокосового масел, соответственно, 27 184 и 3041,4 т.
Рыболовство даёт чуть больше 7% ВРП округа. Помимо собственно рыбной ловли, местное население занимается аквакультурой, добычей креветок и водорослей.
Новой, но бурно развивающейся отраслью в Южной Банке является туризм. Туристов привлекают местная природа, пляжи, море, тёплый климат.
Что касается горнодобывающей промышленности, то основным объектом её потребления является олово, которое в больших количествах залегает на острове. Также здесь добываются гранит, кварц, каолин, железную руду, циркон, монацит и др.